# Joseph Guillou

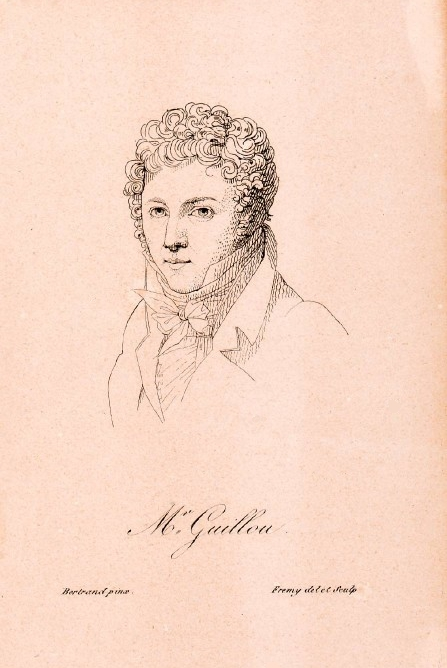
Joseph Guillou

Joseph Guillou (Parijs, 4 december 1787 - Sint-Petersburg, september 1853) was een Frans fluitist. Hij was leerling van de François Devienne aan het Parijse Conservatorium, waar hij in 1808 de eerste prijs haalde. Hij was docent aan het Parijse Conservatorium van 1819 tot 1828, onder andere als docent van Louis Dorus. Hij vertrok naar Rusland in 1829. Hij was actief als solofluitist onder andere in het orkest van de Parijse Opera. 
- Bibliothèque nationale de France: cb14799921d (data)
- Gemeinsame Normdatei: 1056145188
- International Standard Name Identifier: 0000 0004 5094 9281
- MusicBrainz: 05fab069-239a-4908-af4e-032bd8e24678
- Istituto Centrale per il Catalogo Unico: MUSV032597
- Système universitaire de documentation: 238457230
- Virtual International Authority File: 316736962
- WorldCat: E39PBJgxwTqpVvYPCK9jV33JDq